# Sam Easton
Sam Easton (Vancouver, 4 de outubro de 1979) é um ator e comediante de stand-up canadense, provavelmente mais conhecido por interpretar Frankie Cheeks no filme de terror Final Destination 3. Ele também apareceu no longa-metragem Efeito Borboleta. 

## Primeiros anos
Easton nasceu e cresceu em  Vancouver, Colúmbia Britânica, no Canadá. Estudou na Universidade Iorque, mas a abandonou para fazer um curso de comédia no Humber College de Toronto, vencendo o Phil Hartman Comedy Award de melhor aluno em 2000. O jurado da competição foi o criador do Saturday Night Live, Lorne Michaels, e o apresentador do prêmio foi também um dos fundadores do programa, Dan Aykroyd. Mais tarde, naquele mesmo ano foi indicado ao Tim Sims Award.

## Carreira
Ele teve papéis regulares nas séries The Mountain, da rede The WB, e The L Word, da Showtime. Também participou série de comédia Howie Do It, de Howie Mandel, bem como da série de fantasia sombria Supernatural, da The CW, e fez parte do programa The Debaters, da rede CBC, no rádio e na televisão. No cinema, teve papéis secundários em filmes como Underclassman, Efeito Borboleta e Final Destination 3, no qual interpretou o pervertido Frankie Cheeks. Ele comanda diversas atrações na The Comedy Network, bem como um especial de comédia de uma hora que vai ao ar na CTV. Já realizou apresentações de stand-up em diversos países, entre os quais Israel, onde sua turnê foi filmada e transformada em um documentário produzido pela CBC.

## Filmografia
- The Delicate Art of Parking (2003) - Dono do Mustang
- Efeito Borboleta (2004) - Theta Chi Pledge
- Part of the Game (2004) - Crazy Chris
- Underclassman (2004) - Oliver Horn
- Puck This (2005) - Jerry
- Final Destination 3 (2006) - Frankie Cheeks
- Crossed (2006) - Chauncey
- Decoys 2: Alien Seduction (2007) - Arnold Steiner
- That One Night (2008) - Bobby
- No Clue (2013) - J Bird